# Torneio de Wimbledon de 2017
O Torneio de Wimbledon de 2017 foi um torneio de tênis disputado nas quadras de grama do All England Lawn Tennis and Croquet Club, no bairro de Wimbledon, em Londres, no Reino Unido, entre 3 e 16 de julho. Corresponde à 50ª edição da era aberta e à 131ª de todos os tempos.
Depois de, em 2017, vencer o Australian Open e pular o Torneio de Roland Garros, Roger Federer conquistou Wimbledon pela oitava vez, tornando-se, entre os homens, o maior vencedor do Grand Slam britânico e de torneios da categoria (este é o seu 19º). Novak Djokovic, o defensor do troféu, parou nas quartas de final, abandonando o jogo no segundo set. Entre as mulheres, a espanhola faturou o segundo Slam ao derrotar a hexacampeã em Londres Venus Williams. A irmã desta, defensora da salva de prata, não disputou a edição por que está grávida. Paralelamente, uma mudança importante: a alemã Angelique Kerber perdeu o posto de número 1 mundial ao ser derrotada pela campeã, nas quartas de final. Simona Halep e Karolína Plíšková eram, então, as candidatas ao topo, mas o feito inédito ficou para a tcheca, que foi eliminada mais cedo, na 2ª rodada, mas tinha menos pontos a defender.
Nas duplas, os homens batalharam por 4 horas e 39 minutos até a vitória do brasileiro Marcelo Melo, que retornou ao número 1 da categoria, e do polonês Łukasz Kubot. Entre as mulheres, a final foi mais rápida, com Ekaterina Makarova e Elena Vesnina terminando a campanha aplicando um duplo 6−0. Assim, faltará apenas o Australian Open para as russas completarem o Career Slam. Nas mistas, os defensores Henri Kontinen e Heather Watson conseguiram chegar à final, mas foram superados pelo britânico Jamie Murray e a suíça Martina Hingis.

## Transmissão
Esta é a lista de países e canais designados a transmitir o torneio durante a edição em questão:
Países lusófonos

| País(es)         | Canal(is)           |
| ---------------- | ------------------- |
| Guiné Equatorial | Canal+ Afrique [en] |
| Brasil           | ESPN Brasil SporTV  |
| Portugal         | Sport TV            |

Resto do mundo
| País(es) | Canal(is)                                                        |
| Países avulsos |                                                                  |
| Américas | Américas                                                         |
| --- | ---------------------------------------------------------------- |
| Canadá | CTV TSN                                                          |
| Estados Unidos | ESPN Tennis Channel                                              |
| Ásia |                                                                  |
| Arménia | Alma Sport (Saran) Eurosport                                     |
| China | Beijing TV [en] CCTV-5 JiangsuTV [en] LeSports [en] RTS/SMG [en] |
| Coreia do Sul | JTBC                                                             |
| Índia | Star India                                                       |
| Israel | Sports Channel (5 Sport) [en]                                    |
| Japão | NHK WOWOW                                                        |
| Europa |                                                                  |
| Bélgica | Eurosport VRT (RTBF)                                             |
| Bielorrússia | Belarus-5                                                        |
| Bósnia e Herzegovina | Eurosport RTRS [en] IKO (Sport Klub [en])                        |
| Chipre | cyta [en]                                                        |
| Croácia | Eurosport HRT IKO (Sport Klub [en])                              |
| Dinamarca | TV3 [en] (Viasat [en])                                           |
| Espanha | Movistar+                                                        |
| Estónia | Eurosport Kanal 12 [en]                                          |
| França | beIN Sports                                                      |
| Grã-Bretanha | BBC                                                              |
| Grécia | Nova Sports [en]/Forthnet [en]                                   |
| Itália | Sky Italia                                                       |
| Irlanda | Eir Sport [en]                                                   |
| Malta | GO Multiplus [en]                                                |
| Moldávia | Alma Sport (Saran) Eurosport                                     |
| Montenegro | Eurosport IKO (Sport Klub [en]) RTCG                             |
| Países Baixos | Eurosport NOS Ziggo Sport [en]                                   |
| Polónia | Polsat                                                           |
| Sérvia | Eurosport IKO (Sport Klub [en]) RTS                              |
| Suécia | Eurosport Kanal 9 [en]                                           |
| Suíça | SRG SSR                                                          |
| Oceania |                                                                  |
| Austrália | Fox Sports Austrália [en] Seven Network                          |
| Nova Zelândia | TVNZ                                                             |
| Regiões |                                                                  |
| África subsariana | SuperSport                                                       |
| América do Sul Caribe | ESPN (América Latina)                                            |
| Ásia Oriental (Pan-Asia) | Fox Sports (Ásia)                                                |
| Oriente Médio | beIN Sports                                                      |
| Agrupamentos |                                                                  |
| África |                                                                  |
| Benim · Burquina Fasso · Burundi · Camarões · Chade · Comores · Congo · Costa do Marfim · Djibouti · Gabão · Guiné · Madagascar · Mali · Mauritânia · Maurícia · Níger · República Centro-Africana · República Democrática do Congo · Ruanda · Senegal · Seicheles · Togo | Canal+ Afrique [en]                                              |
| Ásia |                                                                  |
| Azerbaijão · Cazaquistão · Geórgia · Quirguistão · Tajiquistão · Turquemenistão · Turquia · Uzbequistão | Eurosport                                                        |
| Europa |                                                                  |
| Albânia · Bulgária · Finlândia · Hungria · Islândia · Letónia · Lituânia · Noruega · Roménia · Rússia · Ucrânia | Eurosport                                                        |
| Alemanha · Áustria | Sky Deutschland                                                  |
| Chéquia · Eslováquia | ARQ (Nova Sport [en])                                            |
| Eslovénia · Kosovo · Macedónia | Eurosport IKO (Sport Klub [en])                                  |

## Pontuação e premiação

### Distribuição de pontos
ATP e WTA informam suas pontuações em Grand Slam, distintas entre si, em simples e em duplas. A ITF responde exclusivamente pelos juvenis e cadeirantes.
Os qualificatórios de duplas masculinas e femininas são exclusivos de Wimbledon. Considerados torneios amistosos, os de duplas mistas e os de convidados não geram pontos.
No juvenil, os simplistas jogam duas fases de qualificatório, mas só os que passam à chave principal pontuam. Em duplas, a pontuação é por jogador. A partir da fase com 16, os competidores recebem pontos adicionais de bônus (os valores da tabela já somam as duas pontuações).

#### Profissional
| Evento            | V    | F    | SF  | QF  | R16 | R32 | R64 | R128 | Q  | Q3 | Q2 | Q1 |
| Simples masculino | 2000 | 1200 | 720 | 360 | 180 | 90  | 45  | 10   | 25 | 16 | 8  | 0  |
| Duplas masculinas | 2000 | 1200 | 720 | 360 | 180 | 90  | 0   | —    | 25 | 0  | 0  | —  |
| Simples feminino  | 2000 | 1300 | 780 | 430 | 240 | 130 | 70  | 10   | 40 | 30 | 20 | 2  |
| Duplas femininas  | 2000 | 1300 | 780 | 430 | 240 | 130 | 10  | —    | 40 | 0  | 0  | —  |

| Evento            | V   | F   | SF  | QF  | R16 | R32 | R64 | Q  | Q2 | Q1 |
| Simples Masculino | 375 | 270 | 180 | 120 | 75  | 30  | 25* | 20 | 0  | 0  |
| Simples Feminino  | 375 | 270 | 180 | 120 | 75  | 30  | 25* | 20 | 0  | 0  |
| Duplas Masculinas | 270 | 180 | 120 | 75  | 45  | 0   | —   | —  | —  | —  |
| Duplas Femininas  | 270 | 180 | 120 | 75  | 45  | 0   | —   | —  | —  | —  |

| Evento  | V   | F   | SF/ 3º lugar | QF/ 4º lugar |
| Simples | 800 | 500 | 375          | 100          |
| Duplas  | 800 | 500 | 100          | 100          |

### Premiação
A premiação geral aumentou 12% em relação a 2016. Os títulos de simples tiveram um acréscimo de £ 200.000 cada.
O número de participantes em simples se difere somente na fase qualificatória (128 homens contra 96 mulheres). Os valores para duplas são por par. O torneio de duplas mistas possui mais participantes que os outros de Grand Slam (48, contra 32 dos concorrentes). Diferentemente da pontuação, não há recompensa aos vencedores do qualificatório.
Nesta edição, estreou o torneio de simples para cadeirantes, se juntando ao de duplas. Convidados possuem três torneios de duplas (masculino, feminino e seniores - masculino). Os qualifiers de duplas e todos os juvenis não são pagos.
| Evento                 | V           | F           | SF        | QF        | Últimos 16 | Últimos 32 | Últimos 64 | Últimos 128 | Q3        | Q2        | Q1        |
| Contemplados           | 1           | 1           | 2         | 4         | 8          | 16         | 32         | 64          | 16H / 12M | 32H / 24M | 64H / 48M |
| Simples (2)            | £ 2.200.000 | £ 1.100.000 | £ 550.000 | £ 275.000 | £ 147.000  | £ 90.000   | £ 57.000   | £ 35.000    | £ 17.500  | £ 8.750   | £ 4.375   |
| Duplas (2)             | £ 400.000   | £ 200.000   | £ 100.000 | £ 50.000  | £ 26.500   | £ 16.500   | £ 10.750   | —           | £ 0       | £ 0       | —         |
| Duplas mistas          | £ 100.000   | £ 50.000    | £ 25.000  | £ 12.000  | £ 6.000    | £ 3.000    | £ 1.500*   | —           | —         | —         | —         |
| Simples cadeirante (2) | £ 32.000    | £ 16.000    | £ 11.000  | £ 7.500   | —          | —          | —          | —           | —         | —         | —         |
| Duplas cadeirantes (2) | £ 12.000    | £ 6.000     | £ 3.500   | —         | —          | —          | —          | —           | —         | —         | —         |
| Duplas convidadas (3)  | £ 23.000    | £ 20.000    | £ 17.000* | £ 17.000* | £ 17.000*  | —          | —          | —           | —         | —         | —         |

Total dos eventos: £ 30.523.000
Per diem (estimado): £ 1.077.000
Total da premiação: £ 31.600.000

## Cabeças de chave
Cabeças anunciados(as) em 28 de junho de 2017. Baseados nos desempenho individual em quadras de grama envolvendo três critérios:
- A posição no ranking geral em 26 de junho de 2017;
- Adição de 100% dos pontos conquistados em todos os torneios na grama nos últimos 12 meses (26 de junho de 2017 a 25 de junho de 2017);
- Adição de 75% dos pontos conquistados nos maiores torneios na grama nos 12 meses anteriores ao do segundo item (26 de junho de 2015 a 25 de junho de 2016).

"Ranking" e "Pontos anteriores" são de 3 de julho de 2017. Pelo fato de o torneio ser disputado uma semana mais tarde em relação a 2016, "Pontos a defender" incluem resultados do Torneio de Wimbledon de 2016 e dos eventos na semana de 11 de julho de 2016 - os ATP de Hamburgo, Newport e Båstad, e os WTA de Bucareste e Gstaad).
A colocação individual nos rankings de duplas masculinas e femininas ajudam a definir os cabeças de chaves nestas categorias e também na de mistas.
Em verde, o(s) cabeça(s) de chave campeão(ões). Em vermelho, o(s) vice-campeão(ões).

### Simples

#### Masculino
| Cabeça | Ranking | Jogador               | Pontos anteriores | Pontos a defender | Pontos conquistados | Nova pontuação | Eliminado na | Eliminado por              |
| ------ | ------- | --------------------- | ----------------- | ----------------- | ------------------- | -------------- | ------------ | -------------------------- |
| 1      | 1       | Andy Murray           | 9.390             | 2.000             | 360                 | 7.750          | QF           | Sam Querrey [24]           |
| 2      | 4       | Novak Djokovic        | 6.055             | 90                | 360                 | 6.325          | QF ,ab.      | Tomáš Berdych [11]         |
| 3      | 5       | Roger Federer         | 5.265             | 720               | 2.000               | 6.545          | Campeão      | –                          |
| 4      | 2       | Rafael Nadal          | 7.285             | 0                 | 180                 | 7.465          | 4ª fase      | Gilles Müller [16]         |
| 5      | 3       | Stan Wawrinka         | 6.175             | 45                | 10                  | 6.140          | 1ª fase      | Daniil Medvedev            |
| 6      | 7       | Milos Raonic          | 4.150             | 1.200             | 360                 | 3.310          | QF           | Roger Federer [3]          |
| 7      | 6       | Marin Čilić           | 4.235             | 360               | 1.200               | 5.075          | F            | Roger Federer [3]          |
| 8      | 8       | Dominic Thiem         | 3.895             | 45                | 180                 | 4.030          | 4ª fase      | Tomáš Berdych [11]         |
| 9      | 9       | Kei Nishikori         | 3.830             | 180               | 90                  | 3.740          | 3ª fase      | Roberto Bautista Agut [18] |
| 10     | 12      | Alexander Zverev      | 3.070             | 90                | 180                 | 3.160          | 4ª fase      | Milos Raonic [6]           |
| 11     | 15      | Tomáš Berdych         | 2.570             | 720               | 720                 | 2.570          | SF           | Roger Federer [3]          |
| 12     | 10      | Jo-Wilfried Tsonga    | 3.075             | 360               | 90                  | 2.805          | 3ª fase      | Sam Querrey [24]           |
| 13     | 11      | Grigor Dimitrov       | 3.070             | 90                | 180                 | 3.160          | 4ª fase      | Roger Federer [3]          |
| 14     | 16      | Lucas Pouille         | 2.570             | 360               | 45                  | 2.255          | 2ª fase      | Jerzy Janowicz [PR]        |
| 15     | 14      | Gaël Monfils          | 2.695             | 10                | 90                  | 2.775          | 3ª fase      | Adrian Mannarino           |
| 16     | 26      | Gilles Müller         | 1.675             | 45+150            | 360+45              | 1.885          | QF           | Marin Čilić [7]            |
| 17     | 18      | Jack Sock             | 2.335             | 90                | 45                  | 2.290          | 2ª fase      | Sebastian Ofner [Q]        |
| 18     | 19      | Roberto Bautista Agut | 2.155             | 90                | 180                 | 2.245          | 4ª fase      | Marin Čilić [7]            |
| 19     | 25      | Feliciano López       | 1.675             | 90                | 10                  | 1.595          | 1ª fase, ab. | Adrian Mannarino           |
| 20     | 20      | Nick Kyrgios          | 2.110             | 180               | 10                  | 1.940          | 1ª fase, ab. | Pierre-Hugues Herbert      |
| 21     | 23      | Ivo Karlović          | 1.835             | 45+250            | 10+45               | 1.595          | 1ª fase      | Aljaž Bedene               |
| 22     | 27      | Richard Gasquet       | 1.560             | 180               | 10                  | 1.390          | 1ª fase      | David Ferrer               |
| 23     | 21      | John Isner            | 1.930             | 90                | 45                  | 1.885          | 2ª fase      | Dudi Sela                  |
| 24     | 28      | Sam Querrey           | 1.495             | 360               | 720                 | 1.855          | SF           | Marin Čilić [7]            |
| 25     | 22      | Albert Ramos Viñolas  | 1.885             | 90+250            | 90+90               | 1.725          | 3ª fase      | Milos Raonic [6]           |
| 26     | 31      | Steve Johnson         | 1.395             | 180               | 90                  | 1.305          | 3ª fase      | Marin Čilić [7]            |
| 27     | 30      | Mischa Zverev         | 1.396             | (25)              | 90                  | 1.461          | 3ª fase      | Roger Federer [3]          |
| 28     | 29      | Fabio Fognini         | 1.430             | 45                | 90                  | 1.475          | 3ª fase      | Andy Murray [1]            |
| 29     | 32      | Juan Martín del Potro | 1.325             | 90                | 45                  | 1.280          | 2ª fase      | Ernests Gulbis [PR]        |
| 30     | 34      | Karen Khachanov       | 1.176             | 16+10             | 90+9                | 1.249          | 3ª fase      | Rafael Nadal [4]           |
| 31     | 35      | Fernando Verdasco     | 1.175             | 10+150            | 10+45               | 1.070          | 1ª fase      | Kevin Anderson             |
| 32     | 33      | Paolo Lorenzi         | 1.188             | 10                | 45                  | 1.223          | 2ª fase      | Jared Donaldson            |

##### Desistências
| Ranking | Jogador             | Pontos anteriores | Pontos a defender | Nova pontuação | Motivo                      |
| ------- | ------------------- | ----------------- | ----------------- | -------------- | --------------------------- |
| 13      | David Goffin        | 2.785             | 180               | 2.605          | Lesão no tornozelo direito  |
| 17      | Pablo Carreño Busta | 2.360             | 10                | 2.350          | Rotura no músculo abdominal |
| 24      | Pablo Cuevas        | 1.735             | 10+300            | 1.425          | Lesão no joelho direito     |

#### Feminino
| Cabeça | Ranking | Jogadora                 | Pontos anteriores | Pontos a defender | Pontos conquistados | Nova pontuação | Eliminada na | Eliminada por             |
| ------ | ------- | ------------------------ | ----------------- | ----------------- | ------------------- | -------------- | ------------ | ------------------------- |
| 1      | 1       | Angelique Kerber         | 7.035             | 1.300             | 240                 | 5.975          | 4ª fase      | Garbiñe Muguruza [14]     |
| 2      | 2       | Simona Halep             | 6.920             | 430+280           | 430+30              | 6.670          | QF           | Johanna Konta [6]         |
| 3      | 3       | Karolína Plíšková        | 6.855             | 70                | 70                  | 6.855          | 2ª fase      | Magdaléna Rybáriková [PR] |
| 4      | 5       | Elina Svitolina          | 4.765             | 70                | 240                 | 4.935          | 4ª fase      | Jeļena Ostapenko [13]     |
| 5      | 6       | Caroline Wozniacki       | 4.550             | 10                | 240                 | 4.780          | 4ª fase      | Coco Vandeweghe [24]      |
| 6      | 7       | Johanna Konta            | 4.400             | 70                | 780                 | 5.110          | SF           | Venus Williams [10]       |
| 7      | 8       | Svetlana Kuznetsova      | 4.310             | 240               | 430                 | 4.500          | QF           | Garbiñe Muguruza [14]     |
| 8      | 9       | Dominika Cibulková       | 4.010             | 430               | 130                 | 3.710          | 3ª fase      | Ana Konjuh [27]           |
| 9      | 10      | Agnieszka Radwańska      | 3.985             | 240               | 240                 | 3.985          | 4ª fase      | Svetlana Kuznetsova [7]   |
| 10     | 11      | Venus Williams           | 3.941             | 780               | 1.300               | 4.461          | F            | Garbiñe Muguruza [14]     |
| 11     | 12      | Petra Kvitová            | 3.135             | 70                | 70                  | 3.135          | 2ª fase      | Madison Brengle           |
| 12     | 14      | Kristina Mladenovic      | 3.095             | 10                | 70                  | 3.155          | 2ª fase      | Alison Riske              |
| 13     | 13      | Jeļena Ostapenko         | 3.110             | 10                | 430                 | 3.530          | QF           | Venus Williams [10]       |
| 14     | 15      | Garbiñe Muguruza         | 3.060             | 70                | 2.000               | 4.990          | Campeã       | –                         |
| 15     | 16      | Elena Vesnina            | 2.831             | 780               | 70                  | 2.121          | 2ª fase      | Victoria Azarenka [PR]    |
| 16     | 17      | Anastasia Pavlyuchenkova | 2.580             | 430               | 10                  | 2.160          | 1ª fase      | Arina Rodionova [Q]       |
| 17     | 18      | Madison Keys             | 2.523             | 240               | 70                  | 2.353          | 2ª fase      | Camila Giorgi             |
| 18     | 19      | Anastasija Sevastova     | 2.325             | 10+180            | 70+30               | 2.235          | 2ª fase      | Heather Watson [WC]       |
| 19     | 20      | Timea Bacsinszky         | 1.873             | 130+110           | 130+1               | 1.764          | 3ª fase      | Agnieszka Radwańska [9]   |
| 20     | 21      | Daria Gavrilova          | 1.800             | 70                | 10                  | 1.740          | 1ª fase      | Petra Martić [Q]          |
| 21     | 22      | Caroline Garcia          | 1.785             | 70                | 240                 | 1.955          | 4ª fase      | Johanna Konta [6]         |
| 22     | 23      | Barbora Strýcová         | 1.785             | 130               | 70                  | 1.725          | 2ª fase      | Naomi Osaka               |
| 23     | 24      | Kiki Bertens             | 1.685             | 130+180           | 10+1                | 1.386          | 1ª fase      | Sorana Cîrstea            |
| 24     | 25      | Coco Vandeweghe          | 1.658             | 240               | 430                 | 1.848          | QF           | Magdaléna Rybáriková [PR] |
| 25     | 27      | Carla Suárez Navarro     | 1.645             | 240               | 70                  | 1.475          | 2ª fase      | Peng Shuai                |
| 26     | 28      | Mirjana Lučić-Baroni     | 1.632             | 10                | 10                  | 1.632          | 1ª fase      | Carina Witthöft           |
| 27     | 29      | Ana Konjuh               | 1.615             | 70                | 240                 | 1.785          | 4ª fase      | Venus Williams [10]       |
| 28     | 26      | Lauren Davis             | 1.646             | (55)              | 10                  | 1.601          | 1ª fase      | Varvara Lepchenko         |
| 29     | 30      | Daria Kasatkina          | 1.580             | 130               | 70                  | 1.520          | 2ª fase      | Anett Kontaveit           |
| 30     | 31      | Zhang Shuai              | 1.550             | 10                | 10                  | 1.550          | 1ª fase      | Viktorija Golubic         |
| 31     | 33      | Roberta Vinci            | 1.495             | 130               | 10                  | 1.375          | 1ª fase      | Kristýna Plíšková         |
| 32     | 34      | Lucie Šafářová           | 1.450             | 240               | 70                  | 1.280          | 2ª fase      | Shelby Rogers             |

##### Desistências
| Ranking | Jogadora        | Pontos anteriores | Pontos a defender | Nova pontuação | Motivo                                         |
| ------- | --------------- | ----------------- | ----------------- | -------------- | ---------------------------------------------- |
| 4       | Serena Williams | 4.810             | 2.000             | 2.810          | Gravidez                                       |
| 32      | Laura Siegemund | 1.500             | 10.110            | 1.381          | Lesão no joelho (ruptura no ligamento cruzado) |

### Duplas
| Cabeça | Ranking | Equipe                | Equipe                 |
| ------ | ------- | --------------------- | ---------------------- |
| 1      | 3       | Henri Kontinen        | John Peers             |
| 2      | 11      | Pierre-Hugues Herbert | Nicolas Mahut          |
| 3      | 11      | Jamie Murray          | Bruno Soares           |
| 4      | 11      | Łukasz Kubot          | Marcelo Melo           |
| 5      | 18      | Bob Bryan             | Mike Bryan             |
| 6      | 25      | Ivan Dodig            | Marcel Granollers      |
| 7      | 25      | Raven Klaasen         | Rajeev Ram             |
| 8      | 37      | Rohan Bopanna         | Édouard Roger-Vasselin |
| 9      | 42      | Jean-Julien Rojer     | Horia Tecău            |
| 10     | 45      | Ryan Harrison         | Michael Venus          |
| 11     | 48      | Feliciano López       | Marc López             |
| 12     | 48      | Juan Sebastián Cabal  | Robert Farah           |
| 13     | 60      | Fabrice Martin        | Daniel Nestor          |
| 14     | 65      | Florin Mergea         | Aisam-ul-Haq Qureshi   |
| 15     | 68      | Julio Peralta         | Horacio Zeballos       |
| 16     | 72      | Oliver Marach         | Mate Pavić             |

| Cabeça | Ranking | Equipe                | Equipe                      |
| ------ | ------- | --------------------- | --------------------------- |
| 1      | 3       | Bethanie Mattek-Sands | Lucie Šafářová              |
| 2      | 8       | Ekaterina Makarova    | Elena Vesnina               |
| 3      | 9       | Chan Yung-jan         | Martina Hingis              |
| 4      | 19      | Tímea Babos           | Andrea Hlaváčková           |
| 5      | 31      | Lucie Hradecká        | Kateřina Siniaková          |
| 6      | 40      | Abigail Spears        | Katarina Srebotnik          |
| 7      | 41      | Julia Görges          | Barbora Strýcová            |
| 8      | 41      | Ashleigh Barty        | Casey Dellacqua             |
| 9      | 44      | Chan Hao-ching        | Monica Niculescu            |
| 10     | 47      | Gabriela Dabrowski    | Xu Yifan                    |
| 11     | 49      | Raquel Atawo          | Jeļena Ostapenko            |
| 12     | 56      | Anna-Lena Grönefeld   | Květa Peschke               |
| 13     | 57      | Kirsten Flipkens      | Sania Mirza                 |
| 14     | 61      | Kiki Bertens          | Johanna Larsson             |
| 15     | 63      | Andreja Klepač        | María José Martínez Sánchez |
| 16     | 77      | Eri Hozumi            | Miyu Kato                   |

#### Mistas
| Cabeça | Ranking | Equipe                 | Equipe              |
| ------ | ------- | ---------------------- | ------------------- |
| 1      | 8       | Jamie Murray           | Martina Hingis      |
| 2      | 10      | Bruno Soares           | Elena Vesnina       |
| 3      | 14      | Łukasz Kubot           | Chan Yung-jan       |
| 4      | 18      | Ivan Dodig             | Sania Mirza         |
| 5      | 24      | Édouard Roger-Vasselin | Andrea Hlaváčková   |
| 6      | 32      | Rajeev Ram             | Casey Dellacqua     |
| 7      | 34      | Raven Klaasen          | Katarina Srebotnik  |
| 8      | 43      | Jean-Julien Rojer      | Chan Hao-ching      |
| 9      | 43      | Juan Sebastián Cabal   | Abigail Spears      |
| 10     | 44      | Rohan Bopanna          | Gabriela Dabrowski  |
| 11     | 46      | Daniel Nestor          | Andreja Klepač      |
| 12     | 50      | Max Mirnyi             | Ekaterina Makarova  |
| 13     | 52      | Aisam-ul-Haq Qureshi   | Anna-Lena Grönefeld |
| 14     | 68      | Marcin Matkowski       | Květa Peschke       |
| 15     | 71      | Michael Venus          | Barbora Krejčiková  |
| 16     | 79      | Roman Jebavý           | Lucie Hradecká      |

## Convidados à chave principal
Os jogadores a seguir receberam convite para disputar diretamente a chave principal.

### Simples
| Masculino                                                                                       | Feminino                                                                                              |
| ----------------------------------------------------------------------------------------------- | --- |
| - Márton Fucsovics - Tommy Haas - Brydan Klein - Cameron Norrie - Denis Shapovalov - James Ward | - Katie Boulter - Naomi Broady - Zarina Diyas - Bethanie Mattek-Sands - Laura Robson - Heather Watson |

### Duplas
| Masculinas | Femininas                                                                             | Mistas |
| --- | ------------------------------------------------------------------------------------- | --- |
| - Jay Clarke / Marcus Willis - Scott Clayton / Jonny O'Mara - Brydan Klein / Joe Salisbury - Thanasi Kokkinakis / Jordan Thompson - Ken Skupski / Neal Skupski | - Katie Boulter / Katie Swan - Harriet Dart / Katy Dunne - Jocelyn Rae / Laura Robson | - Liam Broady / Naomi Broady - Dominic Inglot / Laura Robson - Joe Salisbury / Katy Dunne - Ken Skupski / Jocelyn Rae - Neal Skupski / Anna Smith |

## Qualificados à chave principal
O qualificatório aconteceu no Bank of England Sports Centre, no distrito londrino de Roehampton, entre 26 e 29 de junho de 2017.

### Simples
| Masculino | Feminino |
| --- | --- |
| 1. Simone Bolelli 2. Stefanos Tsitsipas 3. Taylor Fritz 4. Peter Gojowczyk 5. Andrey Rublev 6. Alexander Ward 7. Andrew Whittington 8. Lukáš Rosol 9. Illya Marchenko 10. Daniel Brands 11. Sergiy Stakhovsky 12. Ruben Bemelmans 13. Christian Garin 14. Sebastian Ofner 15. Stefano Travaglia 16. Nicolás Jarry | 1. Petra Martić 2. Alison Van Uytvanck 3. Ons Jabeur 4. Françoise Abanda 5. Anna Blinkova 6. Aryna Sabalenka 7. Anastasia Potapova 8. Irina Falconi 9. Polona Hercog 10. Bianca Andreescu 11. Arina Rodionova 12. Marina Erakovic |

Lucky losers
| 1. Alexander Bublik |

### Duplas
| Masculinas | Femininas |
| --- | --- |
| 1. Johan Brunström / Andreas Siljeström 2. Kevin Krawietz / Igor Zelenay 3. Hugo Nys / Antonio Šančić 4. Hsieh Cheng-peng / Max Schnur | 1. Natela Dzalamidze / Veronika Kudermetova 2. Paula Kania / Nina Stojanović 3. Monique Adamczak / Storm Sanders 4. İpek Soylu / Varatchaya Wongteanchai |

Lucky losers
| 1. Sander Arends / Peng Hsien-yin 2. Ariel Behar / Aliaksandr Bury 3. Dino Marcan / Tristan-Samuel Weissborn 4. Ilija Bozoljac / Flavio Cipolla | 1. Lesley Kerkhove / Lidziya Marozava 2. Jessica Moore / Akiko Omae 3. Ashley Weinhold / Caitlin Whoriskey |

## Eliminações em simples

### Masculino
| Final                     | Final                  | Final                      | Final                      |
| ------------------------- | ---------------------- | -------------------------- | -------------------------- |
| Marin Čilić [7]           |                        |                            |                            |
| Semifinais                |                        |                            |                            |
| Sam Querrey [24]          | Sam Querrey [24]       | Tomáš Berdych [11]         | Tomáš Berdych [11]         |
| Quartas de final          |                        |                            |                            |
| Andy Murray [1]           | Gilles Müller [16]     | Milos Raonic [6]           | Novak Djokovic [2]         |
| Quarta fase               |                        |                            |                            |
| Benoît Paire              | Kevin Anderson         | Rafael Nadal [4]           | Roberto Bautista Agut [18] |
| Alexander Zverev [10]     | Grigor Dimitrov [13]   | Dominic Thiem [8]          | Adrian Mannarino           |
| Terceira fase             |                        |                            |                            |
| Fabio Fognini [28]        | Jerzy Janowicz (PR)    | Jo-Wilfried Tsonga [12]    | Ruben Bemelmans (Q)        |
| Karen Khachanov [30]      | Aljaž Bedene           | Kei Nishikori [9]          | Steve Johnson [26]         |
| Albert Ramos Viñolas [25] | Sebastian Ofner [Q]    | Dudi Sela                  | Mischa Zverev [27]         |
| Jared Donaldson           | David Ferrer           | Gaël Monfils [15]          | Ernests Gulbis [PR]        |
| Segunda fase              |                        |                            |                            |
| Dustin Brown              | Jiří Veselý            | Pierre-Hugues Herbert      | Lucas Pouille [14]         |
| Simone Bolelli (Q)        | Nikoloz Basilashvili   | Andreas Seppi              | Daniil Medvedev            |
| Donald Young              | Thiago Monteiro        | Damir Džumhur              | Lukáš Rosol (Q)            |
| Sergiy Stakhovsky (Q)     | Peter Gojowczyk (Q)    | Radu Albot                 | Florian Mayer              |
| Mikhail Youzhny           | Andrey Rublev (Q)      | Jack Sock [17]             | Frances Tiafoe             |
| Marcos Baghdatis          | John Isner [23]        | Mikhail Kukushkin          | Dušan Lajović              |
| Gilles Simon              | Paolo Lorenzi [32]     | Steve Darcis               | Ryan Harrison              |
| Kyle Edmund               | Yūichi Sugita          | Juan Martín del Potro [29] | Adam Pavlásek              |
| Primeira fase             |                        |                            |                            |
| Alexander Bublik (LL)     | João Sousa             | Illya Marchenko (Q)        | Dmitry Tursunov (PR)       |
| Nick Kyrgios [20]         | Rogério Dutra Silva    | Denis Shapovalov (WC)      | Malek Jaziri               |
| Cameron Norrie (WC)       | Lu Yen-hsun            | Carlos Berlocq             | Thomas Fabbiano            |
| Fernando Verdasco [31]    | Norbert Gombos         | Tommy Haas (WC)            | Stan Wawrinka [5]          |
| John Millman (PR)         | Denis Istomin          | Andrew Whittington (Q)     | Andrey Kuznetsov           |
| Ivo Karlović [21]         | Renzo Olivo            | Henri Laaksonen            | Márton Fucsovics (WC)      |
| Marco Cecchinato          | Julien Benneteau       | Marius Copil               | Andreas Haider-Maurer (PR) |
| Nicolás Kicker            | Facundo Bagnis         | Viktor Troicki             | Philipp Kohlschreiber      |
| Jan-Lennard Struff        | Nicolas Mahut          | Stefano Travaglia (Q)      | Jordan Thompson            |
| Christian Garin (Q)       | Thomaz Bellucci        | Robin Haase                | Evgeny Donskoy             |
| Diego Schwartzman         | James Ward (WC)        | Marcel Granollers          | Taylor Fritz (Q)           |
| Bernard Tomic             | Taro Daniel            | Stefanos Tsitsipas (Q)     | Alexandr Dolgopolov        |
| Vasek Pospisil            | Nicolás Jarry (Q)      | Janko Tipsarević           | Horacio Zeballos           |
| Richard Gasquet [22]      | Ričardas Berankis (PR) | Borna Ćorić                | Jérémy Chardy              |
| Daniel Brands (Q)         | Alexander Ward (Q)     | Brydan Klein (WC)          | Feliciano López [19]       |
| Thanasi Kokkinakis (PR)   | Víctor Estrella Burgos | Ernesto Escobedo           | Martin Kližan              |

### Feminino
| Final                     | Final                     | Final                      | Final                         |
| ------------------------- | ------------------------- | -------------------------- | ----------------------------- |
| Venus Williams [10]       |                           |                            |                               |
| Semifinais                |                           |                            |                               |
| Magdaléna Rybáriková (PR) | Magdaléna Rybáriková (PR) | Johanna Konta [6]          | Johanna Konta [6]             |
| Quartas de final          |                           |                            |                               |
| Svetlana Kuznetsova [7]   | Coco Vandeweghe [24]      | Jeļena Ostapenko [13]      | Simona Halep [2]              |
| Quarta fase               |                           |                            |                               |
| Angelique Kerber [1]      | Agnieszka Radwańska [9]   | Petra Martić (Q)           | Caroline Wozniacki [5]        |
| Ana Konjuh [27]           | Elina Svitolina [4]       | Caroline Garcia [21]       | Victoria Azarenka (PR)        |
| Terceira fase             |                           |                            |                               |
| Shelby Rogers             | Sorana Cîrstea            | Timea Bacsinszky [19]      | Polona Hercog (Q)             |
| Lesia Tsurenko            | Zarina Diyas (WC)         | Alison Riske               | Anett Kontaveit               |
| Dominika Cibulková [8]    | Naomi Osaka               | Camila Giorgi              | Carina Witthöft               |
| Maria Sakkari             | Madison Brengle           | Heather Watson (WC)        | Peng Shuai                    |
| Segunda fase              |                           |                            |                               |
| Kirsten Flipkens          | Lucie Šafářová [32]       | Bethanie Mattek-Sands (WC) | Yanina Wickmayer              |
| Christina McHale          | Kristína Kučová           | Varvara Lepchenko          | Ekaterina Makarova            |
| Karolína Plíšková [3]     | Viktorija Golubic         | Denisa Allertová           | Arina Rodionova (Q)           |
| Kristina Mladenovic [12]  | Tatjana Maria             | Daria Kasatkina [29]       | Tsvetana Pironkova            |
| Jennifer Brady            | Irina-Camelia Begu        | Barbora Strýcová [22]      | Wang Qiang                    |
| Françoise Abanda (Q)      | Madison Keys [17]         | Aryna Sabalenka (Q)        | Francesca Schiavone           |
| Donna Vekić               | Kristýna Plíšková         | Ana Bogdan                 | Petra Kvitová [11]            |
| Elena Vesnina [15]        | Anastasija Sevastova [18] | Carla Suárez Navarro [25]  | Beatriz Haddad Maia (Q)       |
| Primeira fase             |                           |                            |                               |
| Irina Falconi (Q)         | Misaki Doi                | Julia Boserup              | Océane Dodin                  |
| Kiki Bertens [23]         | Magda Linette             | Kateryna Bondarenko        | Ekaterina Alexandrova         |
| Jelena Janković           | Katie Boulter (WC)        | Bianca Andreescu (Q)       | Monica Puig                   |
| Lauren Davis [28]         | Annika Beck               | Alison Van Uytvanck (Q)    | Ons Jabeur (Q)                |
| Evgeniya Rodina           | Monica Niculescu          | Julia Görges               | Zhang Shuai [30]              |
| Daria Gavrilova [20]      | Risa Ozaki                | Han Xinyun                 | Anastasia Pavlyuchenkova [16] |
| Pauline Parmentier        | Sloane Stephens (PR)      | Anastasia Potapova (Q)     | Mona Barthel                  |
| Zheng Saisai              | Lara Arruabarrena         | Sara Errani                | Tímea Babos                   |
| Andrea Petkovic           | Danka Kovinić             | Naomi Broady (WC)          | Sabine Lisicki (PR)           |
| Verónica Cepede Royg      | Sara Sorribes Tormo       | Chang Kai-chen             | Elise Mertens                 |
| Aliaksandra Sasnovich     | Kurumi Nara               | Alizé Cornet               | Nao Hibino                    |
| Mirjana Lučić-Baroni [26] | Irina Khromacheva         | Mandy Minella              | Ashleigh Barty                |
| Hsieh Su-wei              | Natalia Vikhlyantseva     | Kateřina Siniaková         | Roberta Vinci [31]            |
| Jana Čepelová             | Duan Yingying             | Richèl Hogenkamp           | Johanna Larsson               |
| Anna Blinkova (Q)         | Catherine Bellis          | Maryna Zanevska            | Yulia Putintseva              |
| Eugenie Bouchard          | Markéta Vondroušová       | Laura Robson (WC)          | Marina Erakovic (Q)           |

## Finais

### Profissional
| Categoria | Evento    | Campeã(s)(o/ões)                 | Vice-campeã(s)(o/ões)           | Resultado                  | Chave(s)  | Chave(s)       |
| --------- | --------- | -------------------------------- | ------------------------------- | -------------------------- | --------- | -------------- |
| Simples   | Masculino | Roger Federer                    | Marin Čilić                     | 6–3, 6–1, 6–4              | principal | qualificatório |
| Simples   | Feminino  | Garbiñe Muguruza                 | Venus Williams                  | 7–5, 6–0                   | principal | qualificatório |
| Duplas    | Masculino | Łukasz Kubot Marcelo Melo        | Oliver Marach Mate Pavić        | 5–7, 7–5, 7–62, 3–6, 13–11 | principal | qualificatório |
| Duplas    | Feminino  | Ekaterina Makarova Elena Vesnina | Chan Hao-ching Monica Niculescu | 6–0, 6–0                   | principal | qualificatório |
| Duplas    | Misto     | Jamie Murray Martina Hingis      | Henri Kontinen Heather Watson   | 6–4, 6–4                   | principal | principal      |

### Juvenil
| Categoria | Evento    | Campeã(s)(o/ões)            | Vice-campeã(s)(o/ões)           | Resultado     | Chave(s)  | Chave(s)       |
| --------- | --------- | --------------------------- | ------------------------------- | ------------- | --------- | -------------- |
| Simples   | Masculino | Alejandro Davidovich Fokina | Axel Geller                     | 7–62, 6–3     | principal | qualificatório |
| Simples   | Feminino  | Claire Liu                  | Ann Li                          | 2–6, 7–5, 2–6 | principal | qualificatório |
| Duplas    | Masculino | Axel Geller Hsu Yu-hsiou    | Jurij Rodionov Michael Vrbenský | 6–4, 6–4      | principal | principal      |
| Duplas    | Feminino  | Olga Danilović Kaja Juvan   | Caty McNally Whitney Osuigwe    | 6–4, 6–3      | principal | principal      |

### Cadeirante
| Categoria | Evento    | Campeã(s)(o/ões)           | Vice-campeã(s)(o/ões)          | Resultado       | Chave     |
| --------- | --------- | -------------------------- | ------------------------------ | --------------- | --------- |
| Simples   | Masculino | Stefan Olsson              | Gustavo Fernández              | 7−5, 3−6, 7−5   | principal |
| Simples   | Feminino  | Diede de Groot             | Sabine Ellerbrock              | 6–0, 6–4        | principal |
| Duplas    | Masculino | Alfie Hewett Gordon Reid   | Stéphane Houdet Nicolas Peifer | 56–7, 7–5, 7–63 | principal |
| Duplas    | Feminino  | Yui Kamiji Jordanne Whiley | Marjolein Buis Diede de Groot  | 2–6, 6–3, 6–0   | principal |

### Outros eventos
| Categoria         | Evento           | Campeã(s)(o/ões)                  | Vice-campeã(s)(o/ões)               | Resultado        | Chave     |           |
| ----------------- | ---------------- | --------------------------------- | ----------------------------------- | ---------------- | --------- | --------- |
| Duplas convidadas | Masculino sênior | Jacco Eltingh Paul Haarhuis       | Richard Krajicek Mark Petchey       | 4−6, 6−3, [10−6] | principal | principal |
| Duplas convidadas | Masculino        | Lleyton Hewitt Mark Philippoussis | Justin Gimelstob Ross Hutchins      | 6–3, 6–3         | principal | principal |
| Duplas convidadas | Feminino         | Cara Black Martina Navrátilová    | Arantxa Sánchez Vicario Selima Sfar | 6–2, 4–6, [10–4] | principal | principal |